# Mirza Khazar
Mirza Kerim oglu Mikayilov, známý jako Mirza Khazar (ázerbájdžánsky Mirzə Kərim oğlu Mikayılov / Mirzə Xəzər; 29. listopadu 1947, Göyçay – 31. ledna 2020, Mnichov) byl ázerbájdžánský autor, politický analytik, moderátor, rozhlasový novinář, vydavatel, překladatel Bible. Byl také známý jako Mirza Michaeli.

## Mládí
V červenci 1973 Mirza Khazar ukončil studia na právnické fakultě Ázerbájdžánské státní univerzity. Od srpna 1973 do ledna 1974 působil jako právník v Sumgaitu. V červnu 1974 emigroval do Izraele a navštěvoval speciální kurzy pro právníky z SSSR na univerzitě Tel Avivu. Od června 1975 do ledna 1976 sloužil u Izraelských obranných sil.

## Překlady Bible
Na žádost Stockholmského Institutu pro překlady Bible Mirza Khazar přeložil Bibli – Nový a Starý zákon – do ázerbájdžánského jazyka. Mirza Khazar začal práci na překladu celé Bible v roce 1975 a ukončil ji v roce 1984. V 1982 Institut pro překlady Bible ve švédském Stockholmu vydal nový překlad Nového zákona pořízený Mirza Khazarem a užívaný dnes v Ázerbájdžánu. První vydání vyšlo v Záhřebu, Chorvatsko, a tento překlad byl v následujících letech znovu vydán pětkrát. Překlad Starého zákona Mirza Khazar dokončil v roce 1984, ale tento překlad zatím vydán nebyl.
Poznámka: Prvním překladem Bible do ázerbájdžánského jazyka (překladatelé – Mirza Farrukh and Feliks Zaręnba) byl překlad evangelia podle Matouše vydaný v roce 1842 v Londýně, Basilejskou misijní společností. Plný text Nového zákona byl přeložen a vydán v roce 1878 v Londýně a text Starého zákona v roce 1891.

## Aktivity
Od srpna 1976 do října 1985 Mirza Khazar pracoval jako zástupce šéfredaktora ázerbájdžánské služby Rádia Svobodná Evropa / Rádio Svoboda v německém Mnichově. V říjnu 1985 byl pozván do Washingtonu na místo šéfredaktora ázerbájdžánské služby Rádia Hlas Ameriky. V únoru 1987 Mirza Khazar se vrátil do Mnichova, kde vedl ázerbájdžánskou službu Rádia Svobodná Evropa/Rádio Svoboda, a pracoval tam až do září 2003. V lednu 2004 založil v Baku noviny „The Voice of Mirza Khazar“ (Mirzə Xəzərin Səsi). Mirza Khazar v pozdějších letech vydával také on-line deník „The Voice of Mirza Khazar“ ve třech jazycích: ázerbájdžánštině, angličtině a ruštině. Od září do října 2005 Mirza Khazar pracoval jako moderátor televizní stanice „Azadlig TV“ (TV Svoboda), první nezávislé zahraniční stanice, která vysílala v Ázerbájdžánu. V prosinci 2005 startoval internetový rozhlasový program, „The Voice of Mirza Khazar“, díky kterému návštěvníci mohou poslouchat předem nahrané pořady.

## Vědecké práce
Mirza Khazar je autorem článků, ve kterých se analyzuje politická a ekonomická situace v Ázerbájdžánu a jiných zemích bývalého Sovětského svazu a které byly vydávány v Ázerbájdžánu, Turecku, České republice a jiných zemích. Mirza Khazar je také autorem výzkumu „Utvoření Lidové fronty v Ázerbájdžánu“ (28. prosince, 1988) – první studie, která pojednávala o snaze místních intelektuálů a vlastenců rozvíjet nacionální demokratické hnutí v Ázerbájdžánu. Ázerbájdžánská Lidová fronta byla oficiálně založena v 1989. V srpnu 1989 byla vydána studie „Společnost Birlik v Ázerbájdžánském demokratickém hnutí“.

## Černý leden 1990
Během událostí „černého ledna“ se Sovětskému svazu se podařilo potlačit veškeré snahy o šíření zpráv z Ázerbájdžánu do tuzemska a do zahraničí. V předvečer sovětského vojenského vpádu do Baku agenti tajné služby vyhodili do povětří energetické zdroje ázerbájdžánské televize a státního rozhlasu, aby tak zbavili obyvatelstvo všech informačních zdrojů. TV a rádio mlčely a tištěná média byla zakázána. Ale Mirza Khazar a jeho personál v Rádiu Svobodná Evropa / Rádio Svoboda byli schopni přenášet denní zpravodajství z Baku, což bylo jediným zdrojem zpráv pro Ázerbájdžánce v tuzemsku i v zahraničí během několika dnů. Vedení Kremlu usilovalo o skrývání vojenského vpádu před vnějším světem, stejně jako před obyvatelstvem země, ale Mirza Khazar a jeho personál tomu zabránili. Během Sovětského vojenského vpádu v Baku 20. ledna 1990 zemřelo kolem 200 civilistů. Díky činnosti Mirza Khazara se Ázerbájdžánci v tuzemsku a v zahraničí, spolu s celou mezinárodní komunitou dozvěděli o Sovětském vpádu a mohli organizovat protestní akce. Vláda SSSR byla šokovaná tímto „překvapujícím“ vývojem událostí a podala Spojeným státům oficiální stížnost na zpravodajství Rádia Svoboda týkající se vojenského vpádu do Ázerbájdžánu. Díky vysílání 20. ledna 1990 se Mirza Khazar stal se legendou v Ázerbájdžánu i za jeho hranicemi. Melahet Agacankizi, slavná Ázerbájdžánská básnířka a spisovatelka, takto popsala vystoupení Mirza Khazara v rozhlase v době Sovětské invaze: „20. ledna Mirza Khazar s jeho nádherným, božským hlasem dal naději umírajícímu Ázerbájdžánskému národu“. Jeho osobitý hlas a jeho jméno znají Ázerbájdžánci v Ázerbájdžánu a za jeho hranicemi.

## Vyznamenání
Jméno Mirza Khazara najdeme v knize „100 významných Ázerbájdžánců“ připravené badatelem a spisovatelem Alisa Nijatem a vydané v Baku v 1999. V 1990 Ázerbájdžánská lidová fronta udělila Mirza Khazarovi cenu Mammeda Amina Rasulzade za roli, kterou sehrál v nacionálním demokratickém hnutí Ázerbájdžánu. Mammed Amin Rasulzade byl jedním ze zakladatelů první nezávislé Ázerbájdžánské republiky v roce 1918. Sabir Rustamkhanly, významný Ázerbájdžánský spisovatel a politik, ve svém interview deníku „Cumhuriyet“ v září 2003 nazval Mirza Khazara „symbolem našeho nacionálního boje“. Jeho jméno se také objevilo v Encyklopedii Horských Židů vydané v Izraeli v roce 2006.